# Franz von Paula Schrank
Franz von Paula Schrank (Vornbach (Neuhaus am Inn), 21 augustus 1747 – München, 22 december 1835) was een Duits lid van de Jezuïetenorde en natuuronderzoeker die zich later vooral onderscheidde als  botanicus en entomoloog. Hij was tussen 1784 en 1809 hoogleraar aan de Universiteit van Ingolstadt (na 1800 in Landshut) in de wiskunde en de natuurlijke historie. Daarna werd hij van 1809 tot 1832 de eerste directeur van de botanische tuin in München.
Schrank is onder andere auteur van de geslachtsnaam Triops, een geslacht uit de orde van de kopschildkreeftjes. Hierover publiceerde hij in een werk over de fauna van Beieren in 1803. Maar hij beschreef ook de vissoort Coregonus renke en dit is slechts een kleine greep uit een omvangrijke lijst van door hem beschreven nieuwe plant- en diersoorten: meer dan 20 geaccepteerde plantentaxa en meer dan 80 geldige dierennamen.
- Bibsys: 1064929
- Biblioteca Nacional de España: XX1752194
- Bibliothèque nationale de France: cb134794360 (data)
- Author citation (botany): Schrank
- CiNii: DA15520944
- Gemeinsame Normdatei: 11861066X
- International Standard Name Identifier: 0000 0001 0354 6672
- Library of Congress Control Number: n82120686
- Nationale Bibliotheek van Tsjechië: mzk2009510506
- Nationale Bibliotheek van Israël: 987007267763805171
- Nederlandse Thesaurus van Auteursnamen: 074027085
- RKD-Nederlands Instituut voor Kunstgeschiedenis: 71141
- Istituto Centrale per il Catalogo Unico: UFIV080537
- LIBRIS: 249411
- Système universitaire de documentation: 145489108
- Museum of New Zealand Te Papa Tongarewa: 49810
- Union List of Artist Names: 500112516
- Virtual International Authority File: 14922389
- WorldCat: E39PBJd3MMgcWmYhb7CGBdWCcP